# Cusago
Cusago ist eine Gemeinde mit 4689 Einwohnern (Stand 31. Dezember 2023) in der Metropolitanstadt Mailand, Region Lombardei.
Die Nachbarorte von Cusago sind Mailand, Cornaredo, Settimo Milanese, Bareggio, Cisliano, Trezzano sul Naviglio und Gaggiano.

## Bevölkerungsentwicklung
Cusago zählt 1325 Privathaushalte. Zwischen 1991 und 2001 stieg die Einwohnerzahl von 2012 auf 3046. Dies entspricht einem prozentualen Zuwachs von 51,4 %.